# François Antoine
Pour les articles homonymes, voir Antoine.
François Antoine, né vers 1694 à Paris et mort le 8 septembre 1771 à Dax, est un gentilhomme français, sous-lieutenant de la Capitainerie royale de Saint-Germain-en-Laye et porte-arquebuse de Louis XV.
Il est passé à la postérité pour avoir prétendument tué, le 21 septembre 1765, la célèbre Bête du Gévaudan. Ce fait d'armes est contesté puisque les attaques reprirent quelques semaines après son départ du Gévaudan.

## Biographie
Né vers 1695,, François Antoine appartient à la noblesse au rang d'écuyer. François est son prénom et Antoine son patronyme. Aucun « nom de terre » n'est accolé à ce dernier, contrairement aux affirmations de nombreux auteurs qui le nomment « de Beauterne ». Il s'agit en fait d'un titre de courtoisie utilisé par son fils cadet né en 1748 : Robert-François-Marc Antoine, dit « de Beauterne ».
Ses parents, Jean-Marc Antoine (Saint-Germain-en-Laye, 1669 - Versailles, 1737) et Marie Cécile Le Maire (décédée en 1746)[source insuffisante], passent un contrat de mariage à Paris le 4 novembre 1692 chez Guillaume Levesque, notaire exerçant rue Saint-Séverin. 
L'acte de baptême de François Antoine n'a pas été découvert. Cela laisse supposer qu'il est né à Paris, où ses parents se sont mariés quelque deux ans auparavant et d'où sa mère, fille d'un banquier en Cour de Rome, est originaire. En effet, l'état civil parisien antérieur à 1860 a été totalement détruit en mai 1871. Il n'a été rétabli qu'à raison d'un tiers mais aucun acte de naissance n'a été reconstitué pour François Antoine.
Il épouse successivement[source insuffisante] :
- Marie Catherine Guérin, fille du bâtonnier des avocats de Paris, par contrat de mariage passé le 1er janvier 1723 chez Pierre Desplasses, notaire parisien exerçant rue de Buci[12] ;
- Élisabeth Longy[13], fille du receveur des octrois de Châlons-en-Champagne, le 2 mai 1744 en l'église Saint-Pierre-aux-Bœufs de Paris. L'acte, transcrit sur les registres de la paroisse Saint-Louis de Versailles où demeurent les parties[14], précise que contrairement à la coutume, les fiançailles et le mariage ont été célébrés le même jour, summo mane (= au petit matin, c'est-à-dire le plus discrètement possible), après dispense de bans accordée la veille par l'archevêque de Paris, Charles Gaspard Guillaume de Vintimille du Luc, pour Raisons a luy connües. La paroisse Saint-Pierre-aux-Bœufs était l'une de celles qui recevaient, à Paris, les mariages clandestins non autorisés des parents. La fille aînée du couple, Élisabeth Marie Françoise, naîtra le 24 septembre 1744[15], soit quatre mois après le mariage. Ce dernier gagnait donc à être célébré en catimini... Élisabeth Longy décède à Versailles le 14 janvier 1800 (= 24 nivôse an 8), veuve non remariée, âgée de 84 ans (donc née vers 1716)[16].

Le père et le grand-père paternel de François Antoine sont porte-arquebuse du roi. Lui-même entame sa carrière en 1720 dans le régiment royal des dragons réguliers de Beaucourt. Par la suite, Louis XV le charge d'éradiquer les loups du royaume. Le 10 novembre 1754, il est fait sous-lieutenant des chasses de la Capitainerie royale de Saint-Germain-en-Laye. Il  accompagne le roi à l'étranger et lui sauve plusieurs fois la vie. Jean-Baptiste Oudry lui offre une peinture figurant la chasse au loup à Versailles,. Il est fait chevalier de l'ordre royal et militaire de Saint-Louis le 1er février 1755.
Parti prendre les eaux à Dax pour soigner ses rhumatismes, il y meurt le 8 septembre 1771. Son acte de sépulture indique qu'il est âgé de 77 ans (donc né vers 1694) et précise qu'il est enseveli dans la cathédrale.

### Descendance
Jean François Antoine, fils aîné de François Antoine et capitaine aux chevau-légers de la maison du roi, succède à son père en tant que « seul porte-arquebuse du roi. » C'est ensuite le fils cadet de François Antoine, Robert-François-Marc Antoine, dit « de Beauterne », qui hérite de l'office après son frère aîné.
Par la branche cadette des Antoine de Beauterne, la génération suivante est représentée par Norbert Antoine de Bauterne, devenu à son tour le porte-arquebuse de Napoléon Ier lorsque celui-ci rétablit l'office au sein du service du grand veneur de la cour impériale, dans la continuité des usages monarchiques de l'Ancien Régime.
Enfin, Robert-Augustin Antoine de Beauterne (1803-1846), auteur d'ouvrages catholiques édifiants destinés aux adolescents, personnifie la sixième génération de la famille Antoine.

## La Bête du Gévaudan

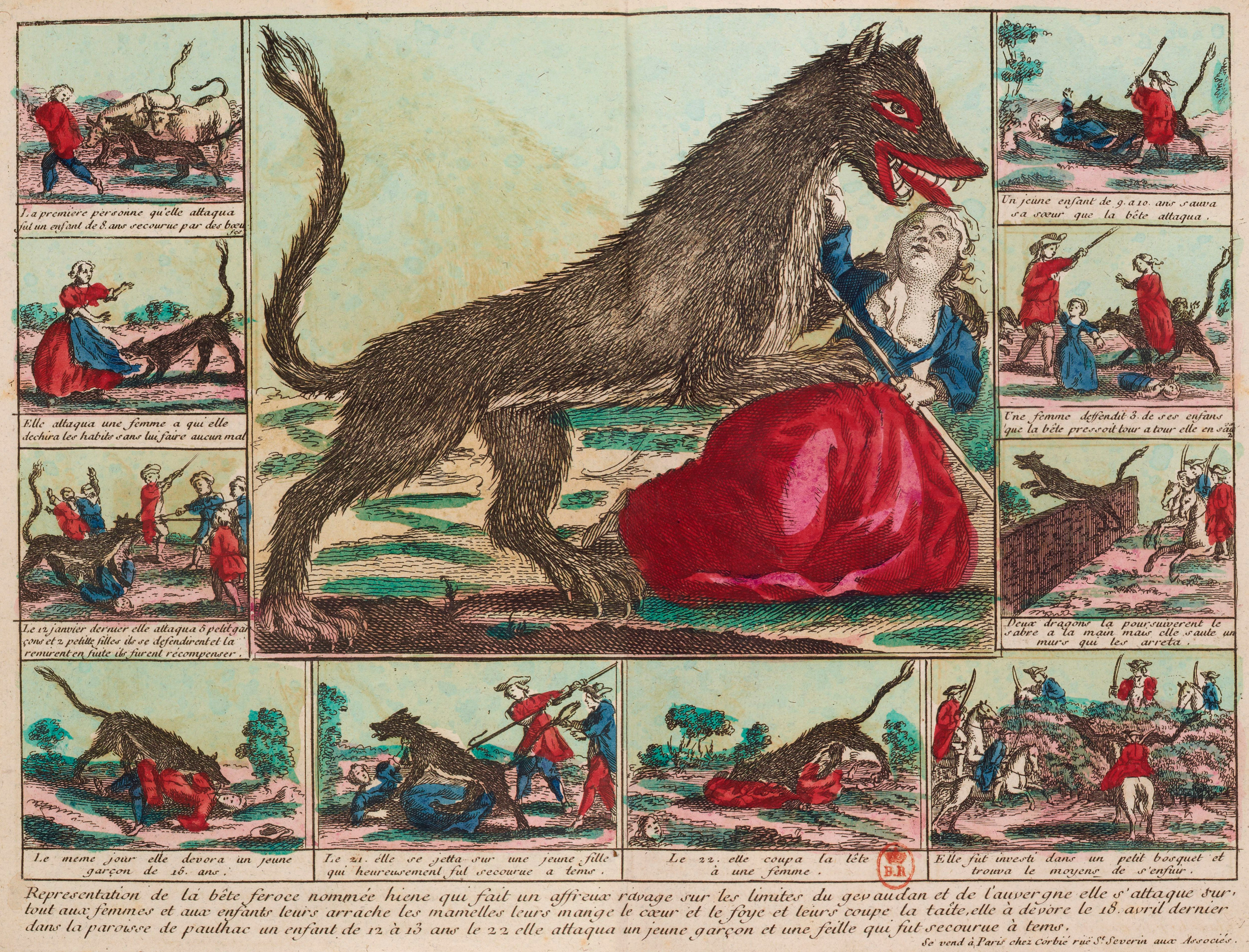
Représentation de la Bête féroce nommée hiene.... Dix représentations des méfaits de la Bête encadrent la scène centrale qui dépeint la « Pucelle de Paulhac » perçant son agresseur de sa baïonnette. Estampe coloriée, BnF, recueil Magné de Marolles, vers 1765.

En juin 1765, sous les ordres de Louis XV et de Étienne-François de Choiseul, François Antoine succède aux louvetiers normands D'Enneval père et fils pour tuer la Bête du Gévaudan. « Le Roi vient de se déterminer à envoyer le sieur Antoine, son porte-arquebuse, avec six autres bons tireurs et de bons chiens, dans le Gévaudan, pour y donner la chasse au monstre ». Antoine reçoit l'ordre du roi le 8 juin et arrive au Malzieu le 22 du même mois, accompagné de son fils Robert-François de Beauterne, jeune chevau-léger de dix-sept ans.
Pour Antoine, la Bête n'est rien d'autre qu'un loup. C'est ce qu'il écrit dans l'une de ses nombreuses correspondances : les traces relevées n'offrent « aucune différence avec le pied d'un grand loup ». Le porte-arquebuse ne parvient cependant pas immédiatement à débusquer l'animal. Mis à mal par la géographie du pays, il demande de nouveaux chiens en renfort. À la mi-juillet, il s'installe avec ses gardes au Besset, paroisse de La Besseyre-Saint-Mary.
Le 9 août, la Bête est débusquée près de Servières mais elle s’enfuit sans qu’on puisse la tirer. Les chasseurs rebroussent chemin vers le Besset. Moins de trois heures plus tard, la Bête vient tuer une vachère à moins de 500 mètres des fenêtres du château. Le 16 du même mois, il fait incarcérer trois membres du clan Chastel à Saugues, après une altercation avec ses propres gardes de la capitainerie royale.
Le 18 septembre, après de long mois de traque et d'échecs, il se rend près de Saint-Julien-des-Chazes en Auvergne, où la Bête n'y a jamais été signalée. Il voit un énorme loup venir à lui et lui tire dans l'œil avec sa canardière, chargée de 5 coups de forte poudre, de 35 postes à loup et d’une balle de calibre. Ce coup le fait reculer de deux pas. Le loup tombe mais se relève aussitôt.  Antoine, qui n’a pas eu le temps de recharger, tire son couteau de chasse et retourne sa canardière pour assommer l’animal avec la crosse. Le garde-chasse Rinchard accourt et tire un coup de carabine. Le loup avance de quelques mètres et meurt. Antoine en conclut qu'ils s'agit de la Bête et la fait aussitôt ouvrir par un chirurgien de Saugues. La dépouille arrive jusqu'à Versailles. Le Roi déclare la Bête du Gévaudan officiellement morte et autorise son porte-arquebuse à porter dans ses armes un loup mourant pour honorer son fait d'armes,.
Pourtant, les massacres reprennent en Gévaudan après le départ des chasseurs. L’Intendant de justice de Clermont-Ferrand rapporte dans une lettre les soupçons à l'encontre du porte-arquebuse du Roi : « On a dit que rien ne prouvait que le loup tué fût l’auteur de tous les maux ». Pour Ollier, curé de Lorcières, François Antoine « a trompé et la Cour et les peuples en disant que c'est un loup ». Bès de la Bessière, consul de Saint-Chély-d'Apcher, déclare que « l'animal tué par Antoine n'était pas la Bête qui avait fait tant de dégâts ; Antoine tua trois loups dans la même chasse et les conduisit à Paris en poste; mais sans doute il n'en montra qu'un pour mieux jouer son rôle et faire croire que c'était la fameuse Bête. Peut-être céda-t-il les autres à des gens qui les portèrent çà et là pour gagner de l'argent ».
Malgré le mécontentement général et la consternation des curés, François Antoine ne reviendra pas en Gévaudan. Il soutiendra qu'il a bien tué la Bête, bien que les actes de sépulture locaux de 1766 et 1767 contredisent ses affirmations.

## Fiction
- Dans le téléfilm La Bête du Gévaudan de 1967, Guy Tréjan tient le rôle « D'Antoine de Beauterne ».
- Johan Leysen prête ses traits au personnage de « Beauterne » dans Le Pacte des loups de Christophe Gans sorti en 2001.
- Dans le téléfilm La Bête du Gévaudan de Patrick Volson de 2003, c'est Louis-Do de Lencquesaing qui incarne « De Beauterne ».
- En 2015, « Beauterne » est le personnage central de La Malbête, une bande dessinée d'Aurélien Ducoudray et de Pierre-Yves Berhin [35].